# Мартіньш Статіс
Мартіньш Статіс (латис. Mārtiņš Staķis; нар. 4 липня 1979, Тукумс)  — латвійський бізнесмен і політик, нині депутат Ризької міської ради. Колишній міський голова Риги (2020—2023) і депутат 13-го Сейму (2018—2020). Представляв альянс «Розвиток/За!» та партію «Рух За!», яку він покинув у березні 2022 року. У 2024 році вступив до партії «Прогресивні» та її фракції у Ризькій міській раді (раніше був безпартійним).

## Життєпис

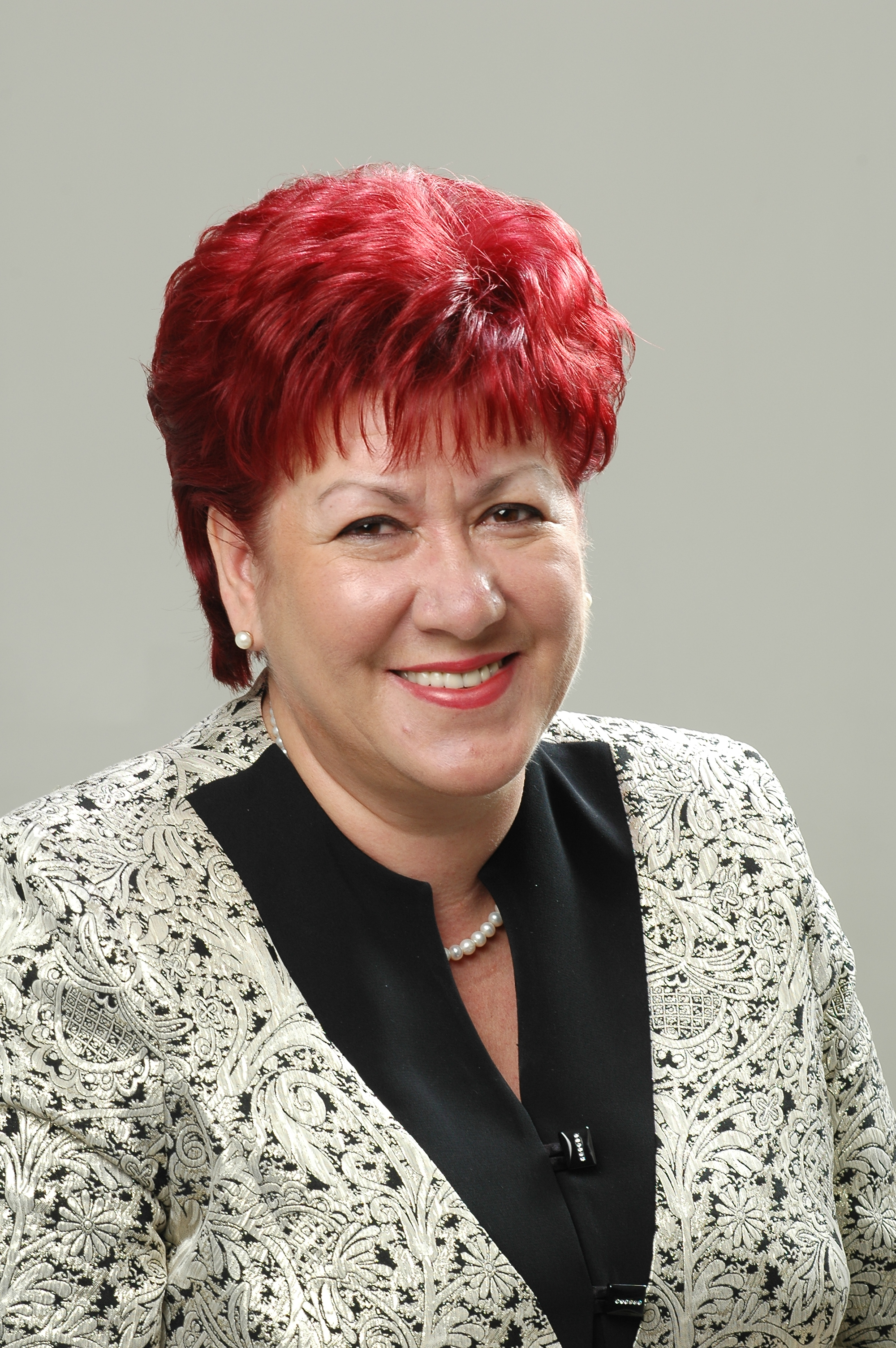
Даґнія Статє

Батьки — Юріс та Даґнія Статє. Остання, зокрема, працювала на посаді міністерки добробуту (2002—2007), та міністерки регіонального розвитку та у справах місцевого самоврядування.
Закінчив гімназію Тукумса Райніса та в 2004 році отримав ступінь бакалавра на факультеті економіки та менеджменту Латвійського університету за спеціальністю «Організація органів місцевого самоврядування», навчався за освітньою програмою менеджменту у Фінляндії (Гельсінська школа економіки).
Свою кар'єру Статіс розпочав відразу після закінчення школи, працюючи в мережі магазинів Narvesen, а в останні роки роботи був директором з маркетингу (1999—2010). З 2010 року є підприємцем, дистриб’ютором кави Illy та власником мережі Innocent Cafe.
Суспільне визнання отримав завдяки веденню релігійно-етичної програми LTV1 «Коріння в раю», а також активною роботою в Національній гвардії.
Статіс є одним із засновників і учасників хору «Pa Saulei», а також член правління Старої лютеранської церкви Святої Гертруди в Ризі. Він також є автором громадської ініціативи «Вітамін У», яка існує для надання безкоштовної питної води в кафе, ресторанах та інших громадських місцях.

## Політична робота
У серпні 2017 року Мартіньш Статіс брав участь у заснуванні політичної партії «Рух За!» та був обраний до її правління. З моменту заснування партії Статіс активно працював виконавчим директором партії (до 2018 року), та керівником її передвиборчої кампанії.

### 13-ий Сейм
На виборах до 13-го Сейму Мартіньш Статіс був кандидатом від списку виборчого альянсу «Розвиток/За!» по Ризькому виборчому округу. Він був кандидатом на посаду міністра оборони від альянсу, а після отримання депутатського мандату став парламентським секретарем Міністерства оборони Латвії.
У 13-му Сеймі Статіс працював членом Комісії із запитів, членом Комісії з питань оборони, внутрішніх справ та запобігання корупції, членом підкомітету стратегічної комунікації Комісії з питань оборони, внутрішніх справ та запобігання корупції, членом Комплексного державного оборонного підкомітету Комісії з питань оборони, внутрішніх справ та запобігання корупції, національної економіки, аграрного розвитку, підкомітету з питань ремесел та малого підприємництва Комісії екології та регіональної політики, головою депутатської групи з питань сприяння співпрацює з парламентом Сінгапуру, а також працював у робочих групах для сприяння співпраці з парламентами США, Великої Британії, України, Данії, Фінляндії, Ізраїлю, Японії та Канади. На трибуні Сейму він здебільшого говорив про закони про оборону, Національну гвардію, державні кордони та Національні збройні сили.
Готуючись до позачергових виборів у Ризьку міську раду 2020 року, Мартіньш Статіс склав повноваження депутата Сейму (його замінила Кріста Баумане).

### Міський голова Риги
На позачергових виборах до Ризької міської ради 29 серпня 2020 року, Статіс очолював об'єднаний список альянсу «Розвиток/За!» та "Прогресивних", і був їхнім кандидатом на посаду голови міської ради (фактично, міського голови). Після успішної передвиборчої кампанії список отримав перше місце (44 619 голосів, 26,16%) і 18 мандатів у новому скликанні Ризької міської ради. Сам Мартіньш Статіс, як лідер списку, був названий кандидатом на посаду голови міської ради у потенційній коаліції. На першій сесії ради нового скликання 2 жовтня Статіса було обрано головою Ризької міської ради 46 голосами «за» і 11 «проти».
24 травня 2021 року, після захоплення представниками режиму Лукашенка рейсу Ryanair з Романом Протасевичем на борту, разом із міністром закордонних справ Латвії Едгарсом Рінкевичсом власноруч замінив прапор Білорусі на історичний біло-червоно-білий прапор, який використовували, зокрема, у протестах у Білорусі, на одній із площ у центрі Риги — біля готелю, де проживали делегації країн-учасниць чемпіонату світу з хокею із шайбою 2021. Після цього генпрокурор Білорусі порушив проти Рінкевичса та Стакіса кримінальні справи.
25 травня 2021 року ухвалив рішення зняти прапор Міжнародної федерації хокею (IIHF) на площі в центрі столиці Латвії. Так Мартіньш Стакіс відреагував на вимогу президента Міжнародної федерації, 71-річного швейцарця Рене Фазеля, прибрати національний біло-червоно-білий прапор Білорусі, встановлений замість модифікованого радянського прапора, який із 1995 року є державним у цій країні.
24 березня 2022 року, після того як міністр охорони навколишнього середовища та регіонального розвитку, та член партії "Для розвитку Латвії", однієї із трьох партій-членів альянсу «Розвиток/За!», Артурс Томс Плешc призупинив планування території Риги, розроблене коаліцією, Статіс оголосив про свій вихід із альянсу та партії «Рух За!».
3 липня 2023 року Мартіньш Статіс оголосив про свою відставку. Це рішення було пов’язане з порушенням дисциплінарної справи проти посадових осіб Департаменту транспорту Ризької міської ради. 5 липня, один із його заступників, Вілніс Тірсіс від альянсу «Нова єдність» став виконувачем обов’язків голови міської ради.

### Інша політична діяльність
У листопаді 2023 року Статіс став позаштатним радником нового міністра оборони Андраша Спрудаса («Прогресивні»). 
В січні 2024 року Статіс приєднався до партії «Прогресивні».